# John Goodall (piłkarz)
John Goodall (ur. 19 czerwca 1863 w Londynie, zm. 20 maja 1942 w Watford) – angielski piłkarz i krykiecista. Jeden z najlepszych piłkarzy swojej epoki. Na swoim koncie ma między innymi mistrzostwo Anglii w 1892 i 1893, kiedy jego drużyna – Preston North End FC – zwyciężyła First Division.

## Życiorys

### Młodość
O jego młodości nie wiadomo zbyt wiele. Wiemy, że urodził się w Westminster w Londynie 19 czerwca 1863. Miał rodziców pochodzący ze Szkocji. Natomiast jego młodszy brat, Archie, urodził się w Irlandii i tam zamieszkał. W późniejszych latach także został piłkarzem i grał dla reprezentacji Irlandii. Archie i John byli pierwszymi w historii piłki nożnej braćmi, którzy grali dla różnych reprezentacji. Gdy John był dzieckiem, przeniósł się z rodzicami do Kilmarnock, gdzie po raz pierwszy spotkał się ze Szkocką Piłką Nożną i grał w miejscowej drużynie Kilmarnock Burns, a później w Kilmarnock Athletic. Następnie grał w Great Lever. A następnie został wypatrzony przez menadżera, majora Williama Sudella. Sudella zebrał grupę Szkotów w Preston i stworzył najlepszą drużynę w kraju, która później zwyciężyła 2 razy z rzędu First Division.

### Profesjonalna Kariera Piłkarska

#### Preston North End FC
Goodall podpisał kontrakt z Preston w sezonie 1885/86. Ostatecznie strzelił 50 goli w 56 meczach dla zespołu. Grał w zespole w 1888 o Puchar Anglii (finał), który jego drużyna przegrała z West Bromwich. Jednak to, co zdarzyło się następnego roku, zapewniło mu sławę.
W 1889 roku grali w pierwszym, inauguracyjnym sezonie First Division. Jego zespół zwyciężył, nie tracąc ani jednej bramki. Goodall zakończył sezon z tytułem Króla Strzelców, zdobywając 21 bramek w 21 meczach
Udało mu się dostać do reprezentacji narodowej Anglii, w roku 1889. W sumie w reprezentacji Goodall zagrał 14 meczów, 6 z Walią, 7 ze Szkocją i 1 z Irlandią. W których strzelił 12 bramek. Swoją karierę reprezentacyjną zakończył w 1898.
Derby County
Odszedł z Preston w 1889 i przeniósł się do Derby County. Został zatrzymany w klubie Derby, aż do roku 1898. W Derby rozgrywał swoje najlepsze lata kariery. Gdzie był mentorem dla najlepszego strzelca gola, z tego pokolenia, Stephana Bloomera. Nie występował na FA Cup 1899. Jednak w roku 1900-01 został kupiony przez New Brighton Tower. Drużyna ta specjalizowała się w kupowaniu byłych gwiazd międzynarodowych. Klub, powołując się na trudności finansowe, mimo iż zdobył 4. miejsce w Drugiej Dywizji, się wycofał z ligi. Goodall wreszcie pod koniec 1900 przeszedł do Glossop North End.

### Watford i Kariera Trenera
W Glossop ożenił się z Sarah Rawcliffe. A gdy jego piłkarska kariera dobiegła końca, przeniósł się wraz z żoną do Hertfordshire w 1903 roku, gdzie zajął pozycję pierwszego gracza-menadżera klubu Watford. Jego zasługi dla Watford były nadzwyczajne. Klub złamał różne komentarze i doszedł do zwycięstwa FA Cup 1903/04 w meczu, który wygrali 6:0 z Redhill. Ostatni swój mecz piłkarski dla Watford rozegrał 4 września 1907 roku w wieku 44 lat, stając się najstarszym zawodnikiem, jaki kiedykolwiek grał w Watford. Powrócił do futbolu w 1910, z RC Roubaix. I wycofał się w 1913, będąc graczem-menadżerem Mardy.

### Śmierć
Zmarł w Watford w maju 1942 roku i został pochowany na Cmentarzu Północnym w Watford w nieoznaczonym grobie.